# 로이스 맥마스터 부졸드
로이스 맥마스터 부졸드(영어: Lois McMaster Bujold, 1949년 11월 2일 ~ )는 미국의 SF 작가이다. 현재 SF 문학에서 가장 호평을 받는 작가로 휴고상을 4번 수상하였다. 대표작인 《슬픔의 산맥》(The Mountains of Mourning)은 휴고상, 네뷸러상 수상작이기도 하다.